# IC 5062
IC 5062 ist ein Doppelstern im Sternbild Aquarius. Das Objekt wurde am 7. Oktober 1891 von Guillaume Bigourdan entdeckt.